# Amolops
Amolops es un género de anfibios anuros de la familia Ranidae. Fue descrito por primera vez por Edward Drinker Cope en 1865 a partir de un ejemplar de Polypedates afghana.
Son las denominadas ranas de torrente en sentido amplio, muy emparentadas filogenéticamente con los géneros Huia, Meristogenys y Odorrana.
Su área de distribución abarca desde Nepal y el norte de India hasta el oeste y sur de China y la península de Malaca. Casi todas las especies están incluidas en la Lista Roja de la UICN: 2 en peligro de extinción y otras 12 vulnerables o amenazadas, pero lo más llamativo es que del 40% de las especies de este género no se tienen datos suficientes para incluirlas en alguna de las categorías de la Lista. El 30% restante se encuentran en la categoría de «Preocupación Menor».

## Sistemática y taxonomía
En 1966 R. F. Inger diferenció las especies del género Amolops de las de Staurois por la ventosa abdominal que poseen los renacuajos. Según Masafumi Matsui (de la Universidad de Kioto), muchas especies incluidas en otros géneros deberían estarlo en éste. Dubois, en 1992, consideró que Huia y Meristogenys eran subgéneros de Amolops y posteriormente, junto con otros autores, ha sugerido, mediante análisis moleculares, que este género está muy próximo a Rana (Chalcorana) chalconota. Frost y otros autores aportaron evidencias de que Amolops es un género hermano de Pelophylax y filogenéticamente distante de Huia y Meristogenys. Finalmente, Cai y colaboradores en 2007 sugirieron el reconocimiento de Amo como subgénero, lo que hace del subgénero Amolops parafilético.

### Sinonimia
Aemolops propuesto por C. K. Hoffmann en 1878 fue un nombre mal escrito, por lo que se considera sinónimo. También lo es Amo originalmente descrito por Alain Dubois (del Museo Nacional de Historia Natural en París) en 1992 y propuesto como subgénero.

### Especies

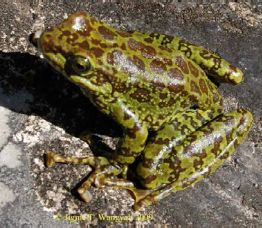
Amolops mantzorum.

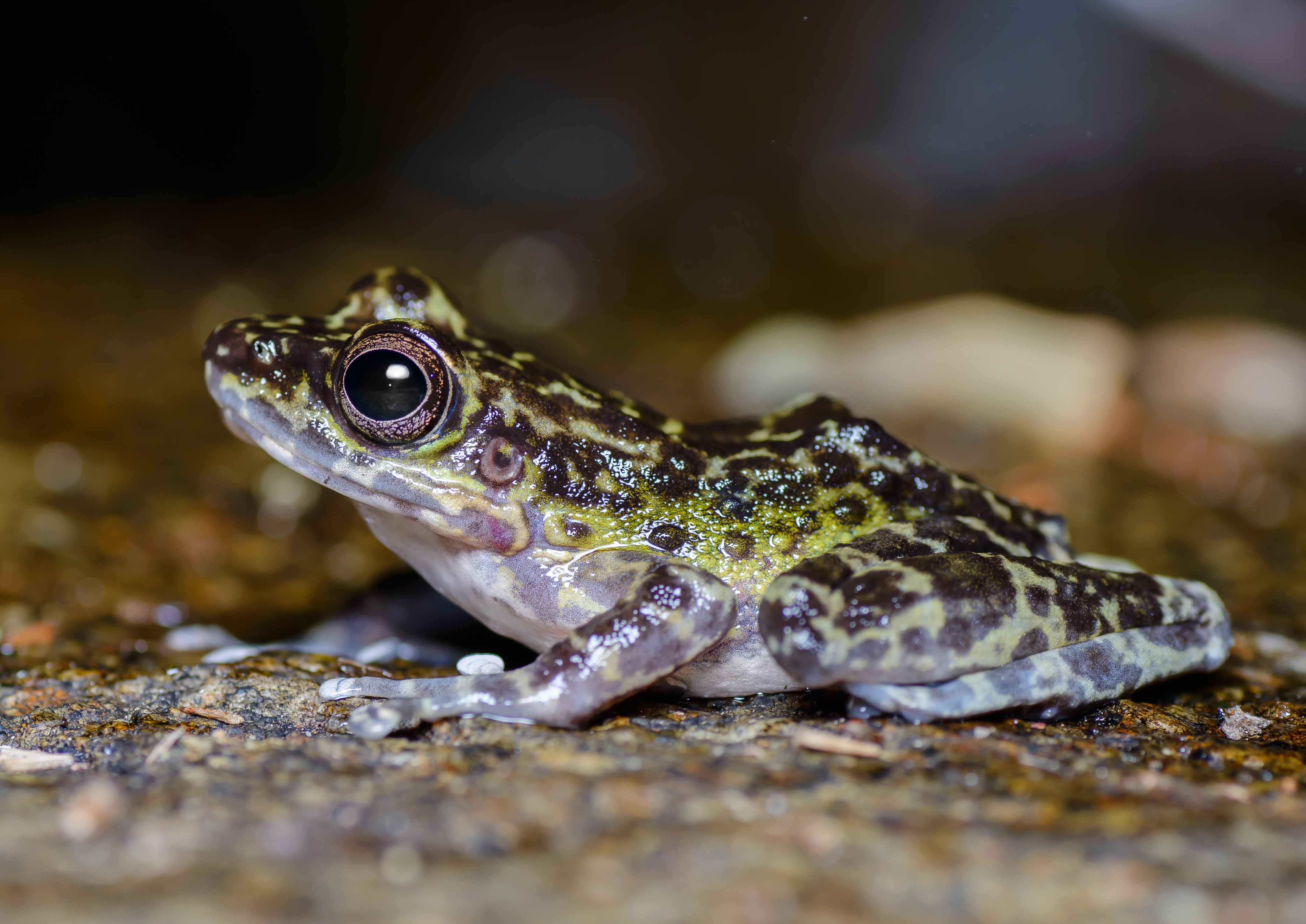
Amolops panhai.

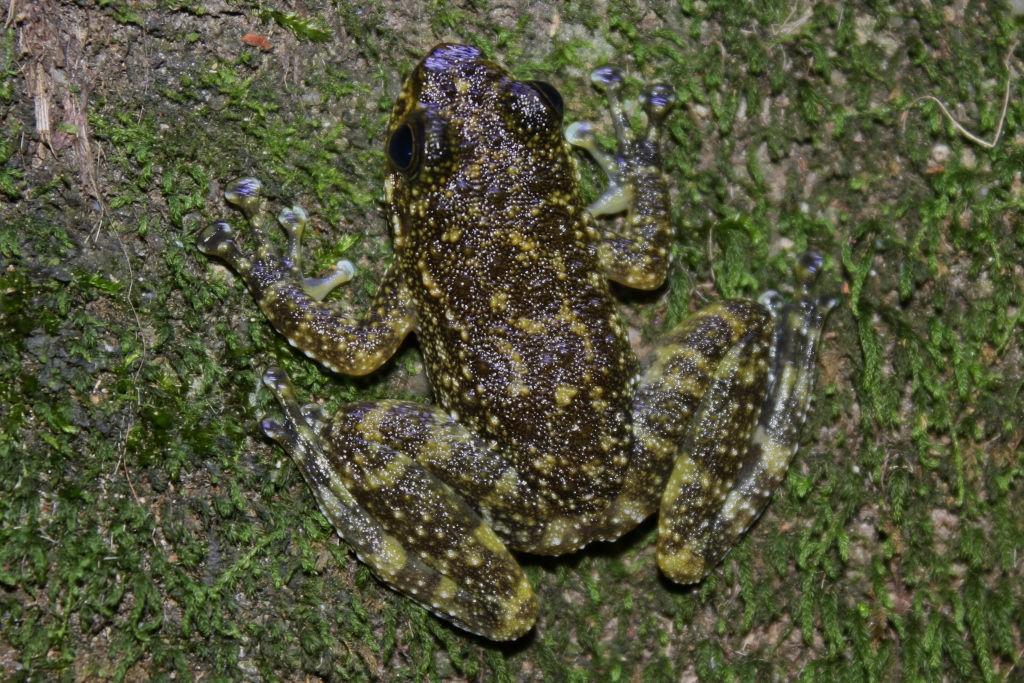
`Amolops ricketti.

Se reconocen 73 especies en este género:
- Amolops afghanus (Günther, 1858).
- Amolops akhaorum Stuart, Bain, Phimmachak & Spence, 2010.[14]
- Amolops albispnius Sung, Wang & Wang, 2016.
- Amolops ailao Tang, Sun, Liu, Luo, Yu & Du, 2023.[15]
- Amolops aniqiaoensis Dong, Rao & Lü, 2005.
- Amolops archotaphus (Inger & Chan-ard, 1997).
- Amolops assamensis Sengupta, Hussain, Choudhury, Gogoi, Ahmed & Choudhury, 2008.
- Amolops attiguus Sheridan, Phimmachak, Sivongxay & Stuart, 2023.[16]
- Amolops bellulus Liu, Yang, Ferraris & Matsui, 2000.
- Amolops caelumnoctis Rao & Wilkinson, 2007.
- Amolops chakrataensis Ray, 1992.
- Amolops chanakya Saikia, Laskar, Dinesh, Shabnam & Sinha, 2022.[17]
- Amolops chayuensis Sun, Luo, Sun, and Zhang, 2013.
- Amolops chunganensis (Pope, 1929).
- Amolops compotrix (Bain, Stuart & Orlov, 2006).
- Amolops cremnobatus Inger & Kottelat, 1998.
- Amolops cucae (Bain, Stuart & Orlov, 2006).
- Amolops dafangensis Li, Liu, Ke, Cheng & Wang, 2024.[18]
- Amolops daiyunensis (Liu & Hu, 1975).
- Amolops daorum (Bain, Lathrop, Murphy, Orlov & Ho, 2003).
- Amolops formosus (Günther, 1876).
- Amolops gerbillus (Annandale, 1912).
- Amolops granulosus (Liu & Hu, 1961).
- Amolops gudao  Yu, Wu, Lu & Che, 2025[19]
- Amolops hainanensis (Boulenger, 1900).
- Amolops himalayanus (Boulenger, 1888).
- Amolops hongkongensis (Pope & Romer, 1951).
- Amolops huanglianshanensis Liu, Hou, Mo, Lu, Guo, Wang, Zhang, Rao & Li, 2024.[20]
- Amolops indoburmanensis Dever, Fuiten, Konu & Wilkinson, 2012.[21]
- Amolops iriodes (Bain & Nguyen, 2004).
- Amolops jaunsari Ray, 1992.
- Amolops jinjiangensis Su, Yang & Li, 1986.
- Amolops kangtingensis (Liu, 1950).
- Amolops kaulbacki (Smith, 1940).
- Amolops kohimaensis Biju, Mahony & Kamei, 2010.[22]
- Amolops kottelati Sheridan, Phimmachak, Sivongxay & Stuart, 2023.[16]
- Amolops larutensis (Boulenger, 1899).
- Amolops latopalmatus (Boulenger, 1882).[23]
- Amolops liangshanensis (Wu & Zhao, 1984).
- Amolops lifanensis (Liu, 1945).
- Amolops loloensis (Liu, 1950).
- Amolops longimanus (Andersson, 1939).
- Amolops mahabharatensis Khatiwada, Shu, Wang, Zhao, Xie & Jiang, 2020.[24]
- Amolops mantzorum (David, 1872).
- Amolops marmoratus (Blyth, 1855).
- Amolops medogensis Li & Rao, 2005.
- Amolops mengyangensis Wu & Tian, 1995.
- Amolops minutus Orlov & Ho, 2007.
- Amolops monticola (Anderson, 1871).
- Amolops nepalicus Yang, 1991.[23][24]
- Amolops nidorbellus Biju, Mahony & Kamei, 2010.[22]
- Amolops nyingchiensis Jiang, Wang, Xie, Jiang & Che, 2016.
- Amolops ottorum Pham, Sung, Pham, Le, Ziegler & Nguyen, 2019.[25]
- Amolops panhai Matsui & Nabhitabhata, 2006.
- Amolops putaoensis Gan, Qin, Lwin, Li, Quan, Liu & Yu, 2020.[26]
- Amolops ricketti (Boulenger, 1899).
- Amolops sangzhiensis Qian, Xiang, Jiang, Yang & Gui, 2023.[27]
- Amolops senchalensis Chanda, 1987 "1986".[28]
- Amolops sengae Sheridan, Phimmachak, Sivongxay & Stuart, 2023.[16]
- Amolops siju Saikia, Sinha, Shabnam & Dinesh, 2023.[29]
- Amolops spicalinea Nguyen, Tapley,  La & Rowley, 2025[30]
- Amolops spinapectoralis Inger, Orlov & Darevsky, 1999.
- Amolops splendissimus Orlov & Ho, 2007.
- Amolops tawang Saikia, Laskar, Dinesh, Shabnam & Sinha, 2022[17]
- Amolops tanfuilianae Sheridan, Phimmachak, Sivongxay & Stuart, 2023.[16]
- Amolops terraorchis Saikia, Sinha, Laskar, Shabnam & Dinesh. 2022.[31]
- Amolops torrentis (Smith, 1923).
- Amolops truongi Pham, Pham, Ngo, Nenh, Ziegler & Le, 2023.[32]
- Amolops tuberodepressus Liu & Yang, 2000.[33]
- Amolops viridimaculatus (Jiang, 1983).
- Amolops vitreus (Bain, Stuart & Orlov, 2006).
- Amolops wuyiensis (Liu & Hu, 1975).
- Amolops yangi Wu, Yu, Lu, Yuan & Che, 2024.[34]